# Теорема о движении центра масс системы
Теоре́ма о движе́нии це́нтра масс (це́нтра ине́рции) системы — одна из теорем динамики, следствие законов Ньютона. Утверждает, что ускорение центра масс системы не зависит от внутренних сил взаимодействия между телами системы, и связывает это ускорение с внешними силами, действующими на систему.
Системой, о которой идёт речь в теореме, может являться любая механическая система, например, совокупность материальных точек, протяжённое тело или совокупность протяжённых тел.

## Стандартная формулировка теоремы
Нередко при рассмотрении движения системы полезно знать закон движения её центра масс. В общем случае этот закон, составляющий содержание теоремы о движении центра масс, формулируется следующим образом: 

Произведение массы системы на ускорение её центра масс равно геометрической сумме всех действующих на систему внешних сил.

## Доказательство
Пусть система состоит из {\displaystyle N} материальных точек с массами {\displaystyle m_{i}} и радиус-векторами {\displaystyle {\vec {r}}_{i}}. Центром масс (центром инерции) называется геометрическая точка, радиус-вектор {\displaystyle {\vec {R}}_{c}} которой удовлетворяет равенству
{\displaystyle {\vec {R}}_{c}={\frac {1}{M}}\displaystyle \sum \limits _{i}m_{i}{\vec {r}}_{i},\qquad \qquad }
где {\displaystyle M} — масса всей системы, равная {\displaystyle \sum \limits _{i}m_{i}.}
Дифференцируя два раза по времени, для ускорения центра масс {\displaystyle {\vec {a}}_{c}} получаем:
{\displaystyle {\vec {a}}_{c}={\frac {1}{M}}\displaystyle \sum \limits _{i}m_{i}{\vec {a}}_{i},\qquad \qquad }
где {\displaystyle {\vec {a}}_{i}} — ускорение материальной точки с номером i.
Для последующего рассмотрения разделим все силы, действующие на тела системы, на два типа:
- внешние — силы, действующие со стороны тел, не входящих в рассматриваемую систему. Равнодействующую внешних сил, действующих на материальную точку с номером i, обозначим {\displaystyle {\vec {F}}_{i}};
- внутренние — силы, с которыми взаимодействуют друг с другом тела само́й системы. Силу, с которой на точку с номером i действует точка с номером  k, будем обозначать {\displaystyle {\vec {f}}_{i,k}}. Соответственно, сила воздействия i-й точки на k-ю точку будет обозначаться {\displaystyle {\vec {f}}_{k,i}}. Для {\displaystyle i=k} будет {\displaystyle {\vec {f}}_{i,k}=0.}

Используя введённые обозначения, второй закон Ньютона для каждой из рассматриваемых материальных точек можно записать в виде
{\displaystyle m_{i}{\vec {a}}_{i}={\vec {F}}_{i}+\sum \limits _{k}{\vec {f}}_{i,k}.\qquad \qquad }
Просуммировав такие уравнения для всех i, получим:
{\displaystyle \sum \limits _{i}m_{i}{\vec {a}}_{i}=\sum \limits _{i}{\vec {F}}_{i}+\sum \limits _{i}\sum \limits _{k}{\vec {f}}_{i,k}.\qquad \qquad }
Выражение {\displaystyle \sum \limits _{i}\sum \limits _{k}{\vec {f}}_{i,k}} представляет собой сумму внутренних сил, действующих в системе. 
Учтём теперь, что по третьему закону Ньютона в этой сумме каждой силе {\displaystyle {\vec {f}}_{i,k}} соответствует сила {\displaystyle {\vec {f}}_{k,i}} такая, что {\displaystyle {\vec {f}}_{i,k}=-{\vec {f}}_{k,i}} и, значит, выполняется {\displaystyle {\vec {f}}_{i,k}+{\vec {f}}_{k,i}=0.} Поскольку вся сумма состоит из таких пар, сама сумма равна нулю. Таким образом, 
{\displaystyle \sum \limits _{i}m_{i}{\vec {a}}_{i}=\sum \limits _{i}{\vec {F}}_{i}.\qquad \qquad }
Далее, обозначив {\displaystyle \sum \limits _{i}{\vec {F}}_{i}={\vec {F}}} и подставив полученное выражение в равенство для {\displaystyle {\vec {a}}_{c}}, приходим к уравнению 
{\displaystyle {\vec {a}}_{c}={\frac {\vec {F}}{M}}\,\,\,} или {\displaystyle \,\,M{\vec {a}}_{c}={\vec {F}}.\qquad \qquad }
Таким образом, движение центра масс определяется только внешними силами, а внутренние силы никакого влияния на это движение оказать не могут. Последняя формула и является математическим выражением теоремы о движении центра масс системы.

## Альтернативная формулировка теоремы
Вид итоговой формулы для {\displaystyle {\vec {a}}_{c}} в точности тот же, что и у формулы второго закона Ньютона. Отсюда следует справедливость такой формулировки теоремы о движении центра масс:

Центр масс движется так, как двигалась бы материальная точка, масса которой равна массе системы, под действием силы,  равной сумме всех внешних сил, действующих на систему.

## Закон сохранения движения центра масс
В отсутствие внешних сил, а также при равенстве суммы всех внешних сил нулю, ускорение центра масс равно нулю, и, значит, его скорость постоянна. Таким образом, справедливо утверждение, составляющее содержание закона сохранения движения центра масс:

Если сумма внешних сил, действующих на систему, равна нулю, то центр масс такой системы движется с постоянной скоростью, т. е. равномерно и прямолинейно.
В частности, если первоначально центр масс покоился, то в указанных условиях он будет покоиться и в дальнейшем.
Из  закона сохранения движения центра масс следует, что система отсчёта, связанная с центром масс замкнутой системы, является инерциальной. Использование таких систем отсчёта при изучении механических свойств замкнутых систем предпочтительно, поскольку таким образом исключается из рассмотрения равномерное и прямолинейное движение системы как целого.
Возможны случаи, когда сумма внешних сил нулю не равна, но равна нулю её проекция на какое-либо направление. В этом случае проекция ускорения центра масс на это направление также равна нулю и, соответственно, скорость центра масс вдоль этого направления не изменяется.

## Значимость теоремы
Доказанная теорема расширяет и обосновывает возможности использования понятия материальная точка для описания движения тел. Действительно, если тело движется поступательно, то его движение полностью определяется движением центра масс, которое в свою очередь описывается полученным уравнением для {\displaystyle {\vec {a}}_{c}}. Таким образом, поступательно движущееся тело всегда возможно рассматривать как материальную точку с массой, равной массе тела, независимо от его геометрических размеров. Кроме того, тело можно рассматривать как материальную точку и во всех тех случаях, когда в силу условий задачи вращение тела интереса не представляет, а для определения положения тела достаточно знать положение его центра масс.
Практическая ценность теоремы состоит в том, что при решении задачи об определении характера движения центра масс она позволяет полностью исключить из рассмотрения все внутренние силы.

## История
Закон сохранения движения центра масс сформулировал Исаак Ньютон
в своём знаменитом труде «Математические начала натуральной философии», изданном в 1687 году. И. Ньютон писал: «Центр тяжести системы двух или нескольких тел от взаимодействия тел друг на друга не изменяет ни своего состояния покоя, ни движения; поэтому центр тяжести системы всех действующих друг на друга тел (при отсутствии внешних действий и препятствий) или находится в покое, или движется равномерно и прямолинейно». Далее он делал вывод: «Таким образом, поступательное количество движения отдельного ли тела или системы тел, надо всегда рассчитывать по движению центра тяжести их».